# 高橋庄次郎
高橋 庄次郎（たかはし しょうじろう、1912年（明治45年）7月23日 - 1995年（平成7年）3月25日）は、日本の政治家。埼玉県議会議長、埼玉県蕨市長。

## 略歴
1912年（明治45年）7月23日、埼玉県に生まれる。1937年（昭和12年）に法政大学を卒業する。
埼玉県蕨町助役、町長を経て、蕨市長に就任する。埼玉県議会議員に当選し、1971年（昭和46年）に副議長、1977年（昭和52年）に議長に就任する。
この間、1959年の第5回参議院議員通常選挙に埼玉選挙区から自由民主党公認で立候補して落選した。
1995年（平成7年）3月25日に死去、82歳。

## 人物
蕨町の青年団長時代に、青年祭（のちに成年式）を主唱・企画し、1946年11月22日に実施する。この青年祭が、日本における今日の形態の成人式のルーツとなっている。
1974年（昭和49年）に藍綬褒章、1983年（昭和58年）に勲三等瑞宝章を受章する。

## 参考
- 『現代物故者事典1994-1996』（日外アソシエーツ、1997）